# Wahlkreis Saale-Holzland-Kreis II
Der Wahlkreis Saale-Holzland-Kreis II (Wahlkreis 36) ist ein Landtagswahlkreis in Thüringen und umfasst vom Saale-Holzland-Kreis die Gemeinden Albersdorf, Bad Klosterlausnitz, Bobeck, Bürgel, Dornburg-Camburg, Crossen an der Elster, Eisenberg, Frauenprießnitz, Golmsdorf, Gösen, Graitschen b. Bürgel, Großlöbichau, Hainichen, Hainspitz, Hartmannsdorf, Heideland, Jenalöbnitz, Lehesten, Löberschütz, Mertendorf, Nausnitz, Neuengönna, Petersberg, Poxdorf, Rauda, Rauschwitz, Scheiditz, Schkölen, Schlöben, Schöngleina, Serba, Silbitz, Tautenburg, Tautenhain, Thierschneck, Waldeck, Walpernhain, Weißenborn, Wichmar und Zimmern.

## Landtagswahl 2024
Die Landtagswahl in Thüringen 2024 erbrachte folgendes Wahlkreisergebnis:
| Gegenstand der Nachweisung | Gegenstand der Nachweisung | Erst- stimmen | Erst- stimmen | Zweit- stimmen | Zweit- stimmen |
| Bewerber                   | Partei                     | Anzahl        | %             | Anzahl         | %              |
| -------------------------- | -------------------------- | ------------- | ------------- | -------------- | -------------- |
| Wahlberechtigte            | Wahlberechtigte            | 33.640        | 33.640        | 33.640         | 33.640         |
| Wähler                     | Wähler                     | 26.044        | 26.044        | 26.044         | 77,4           |
| Ungültige Stimmen          | Ungültige Stimmen          | 398           | 1,5           | 196            | 0,8            |
| Gültige Stimmen            | Gültige Stimmen            | 25.646        | 98,5          | 25.848         | 99,2           |
| davon                      |                            |               |               |                |                |
| Steffen Much               | DIE LINKE                  | 3.424         | 13,4          | 3.008          | 11,6           |
| Wiebke Muhsal              | AfD                        | 9.976         | 38,9          | 8.800          | 34,4           |
| Mario Voigt                | CDU                        | 9.560         | 37,3          | 6.905          | 26,7           |
| Peter Zenner               | SPD                        | 1.054         | 4,1           | 1.086          | 4,2            |
| Olaf Reiner Möller         | GRÜNE                      | 413           | 1,6           | 580            | 2,2            |
| William Schlosser          | FDP                        | 317           | 1,2           | 263            | 1,0            |
|                            | TIERSCHUTZ hier!           |               |               | 312            | 1,2            |
|                            | ÖDP / Familie ..           | 36            | 0,1           |                |                |
|                            | PIRATEN                    | 62            | 0,2           |                |                |
|                            | MLPD                       | 21            | 0,1           |                |                |
|                            | BÜNDNIS DEUTSCHLAND        | 119           | 0,5           |                |                |
|                            | BSW                        | 4.005         | 15,5          |                |                |
|                            | FAMILIE                    | 125           | 0,5           |                |                |
| Franz Gobel                | FREIE WÄHLER               | 902           | 3,5           | 251            | 1,0            |
|                            | WU                         |               |               | 195            | 0,8            |

## Wahl 2019
Die Landtagswahl in Thüringen 2019 erbrachte folgendes Wahlkreisergebnis:
| Name                              | Partei    | Anteil der Erststimmen |
| --------------------------------- | --------- | ---------------------- |
| Mario Voigt                       | CDU       | 34,1 %                 |
| Steffen Much                      | DIE LINKE | 25,2 %                 |
| Moritz Kalthoff                   | SPD       | 6,6 %                  |
| Jörg Henke                        | AfD       | 23,3 %                 |
| Astrid Matthey                    | GRÜNE     | 5,3 %                  |
| Hardy Scheidig                    | FDP       | 5,6 %                  |
| Wahlberechtigte: 34.779 Einwohner |           |                        |
| Wahlbeteiligung: 68,3 %           |           |                        |

## Wahl 2014
Die Landtagswahl in Thüringen 2014 erbrachte folgendes Wahlkreisergebnis:
| Name                              | Partei    | Anteil der Erststimmen |
| --------------------------------- | --------- | ---------------------- |
| Mario Voigt                       | CDU       | 41,2 %                 |
| Mike Huster                       | DIE LINKE | 27,4 %                 |
| Jörg Henke                        | AfD       | 14,0 %                 |
| Regine Kanis                      | SPD       | 9,6 %                  |
| Roberto Kobelt                    | GRÜNE     | 4,7 %                  |
| Sebastian Sillge                  | NPD       | 3,2 %                  |
| Wahlberechtigte: 36.060 Einwohner |           |                        |
| Wahlbeteiligung: 55,7 %           |           |                        |

## Wahl 2009
Bei der Landtagswahl in Thüringen 2009 traten folgende Kandidaten an:
| Name                              | Partei    | Anteil der Erststimmen |
| --------------------------------- | --------- | ---------------------- |
| Mario Voigt                       | CDU       | 36,9 %                 |
| Manuela Seydewitz                 | Die Linke | 28,5 %                 |
| Hans-Peter Perschke               | SPD       | 17,2 %                 |
| Roberto Kobelt                    | GRÜNE     | 5,5 %                  |
| Holger Joseph                     | FDP       | 8,1 %                  |
| Frank Jahn                        | NPD       | 3,9 %                  |
| Wahlberechtigte: 38.052 Einwohner |           |                        |
| Wahlbeteiligung: 57,5 %           |           |                        |

## Wahl 2004
Bei der Landtagswahl in Thüringen 2004 traten folgende Kandidaten an:
| Name                              | Partei | Anteil der Erststimmen |
| --------------------------------- | ------ | ---------------------- |
| Wieland Rose                      | CDU    | 43,5 %                 |
| Ruth Fuchs                        | PDS    | 30,9 %                 |
| Andreas Hipp                      | SPD    | 15,6 %                 |
| Matthias Mann                     | GRÜNE  | 4,3 %                  |
| Holger Joseph                     | FDP    | 5,7 %                  |
| Wahlberechtigte: 39.134 Einwohner |        |                        |
| Wahlbeteiligung: 56,1 %           |        |                        |

## Wahl 1999
Bei der Landtagswahl in Thüringen 1999 traten folgende Kandidaten an:
| Name                              | Partei | Anteil der Erststimmen |
| --------------------------------- | ------ | ---------------------- |
| Konrad Illing                     | CDU    | 52,1 %                 |
| Hans-Peter Perschke               | SPD    | 17,9 %                 |
| Sigrun Lingel                     | PDS    | 19,8 %                 |
| Martin Berger                     | GRÜNE  | 2,4 %                  |
| Harry Drechsler                   | REP    | 2,9 %                  |
| Frank Rohleder                    | FDP    | 1,8 %                  |
| Thomas Körner                     | VIBT   | 3,0 %                  |
| Wahlberechtigte: 38.861 Einwohner |        |                        |
| Wahlbeteiligung: 59,2 %           |        |                        |

## Bisherige Abgeordnete
Direkt gewählte Abgeordnete des Wahlkreises Saale-Holzland-Kreis II waren:
| Jahr | Name          | Partei | Anteil der Erststimmen |
| ---- | ------------- | ------ | ---------------------- |
| 2024 | Wiebke Muhsal | AfD    | 38,9 %                 |
| 2019 | Mario Voigt   | CDU    | 34,1 %                 |
| 2014 | Mario Voigt   | CDU    | 41,2 %                 |
| 2009 | Mario Voigt   | CDU    | 36,9 %                 |
| 2004 | Wieland Rose  | CDU    | 43,5 %                 |
| 1999 | Konrad Illing | CDU    | 52,1 %                 |
| 1994 | Konrad Illing | CDU    | 44,2 %                 |